# Hebron
|  | Per a altres significats, vegeu «Hebron (desambiguació)». |

Hebron (àrab: الخليل, al-Ḫalīl; hebreu: חֶבְרוֹן, Ḥevrōn‎) és una ciutat de Palestina, a Cisjordània, a la vall d'Eixkol. El seu nom vol dir «amic». Té una població d'uns 130.000 habitants i és a uns 930 metres sobre el nivell de la mar. Es troba a uns 30 km al sud de Jerusalem. Destaca per les seves vinyes, ceràmiques i vidres. És seu de la Universitat d'Hebron.
A la ciutat es troba la famosa Tomba dels Patriarques (hebreu: מערת המכפלה, Mearat ha-Makhpelà‎, ‘Cova de la Makhpelà’; àrab: الحرم الإبراهيمي, al-Ḥaram al-Ibrāhīmī, ‘el santuari d'Abraham’), lloc considerat sant per les tres religions abrahàmiques: judaisme, cristianisme i islam, i que segons el Gènesi és una cova excavada per Abraham per enterrar a la seva dona Sara; els jueus creuen que Abraham, Sara, Isaac, Rebeca, Jacob, i Lea estan enterrats a la cova, que és considerada el segon lloc més sagrat del judaisme; a la rodalia s'han edificat esglésies, sinagogues i mesquites destacant la mesquita d'Ibrahim i les sinagogues de la sala d'Abraham i de la sala de Jacob.
La ciutat disposa d'un museu arqueològic amb una notable col·lecció d'objectes cananeus i del període islàmic. El roure d'Abraham o de Mamre és un antic roure que segons la tradició marca el lloc on Abraham va plantar la seva tenda (el roure es calcula que té uns 5.000 anys) i està administrat per l'Església Ortodoxa Russa. Altres llocs notables són les tombes d'Abner (el comandant de l'exèrcit de David), de Rut i de Jessè.
El dialecte àrab parlat a la ciutat és peculiar i se'l coneix com a hebronita.

## Història
Hebron és una de les més antigues ciutats de la regió. Era habitada pels cananeus al quart mil·lenni i fou seu d'un regne. A la Bíblia el regne d'Hebron és esmentat al segle xviii aC i es diu que abans de la conquesta israelita (després del 1300 aC) es deia Quiriat-Arbà.
Integrada als dominis de la tribu de Judà, David fou proclamat rei d'Israel a Hebron i fou la seva capital fins a la conquesta de Jerusalem. S'han trobat inscripcions del segle vii aC portant el nom jueu de la ciutat. Vers el 587 aC, destruït el primer temple, bona part dels seus habitants jueus foren exiliats i el seu lloc ocupat per edomites. Herodes el Gran va construir la muralla que envolta encara la cova de Makhpelà.
Sota domini roma i després romà d'Orient, l'emperador Justinià I va construir una església cristiana a la cova al segle vi, que fou destruïda pels perses al mateix segle. Al 638 fou ocupada pels musulmans, i l'antiga església cristiana va esdevenir mesquita musulmana. El califa Umar va permetre als jueus construir una sinagoga a la cova.
El 1033 fou afectada per un greu terratrèmol. El 1099 els croats van entrar a la ciutat dirigits per Jofré de Bouillon i li van donar el nom de Castelló de Sant Abraham. La mesquita va esdevenir església cristiana i els jueus foren expulsats de la sinagoga. El 1100 fou donada com a baronia o senyoriu a Gerard d'Avesnes.

## Senyors d'Hebron
- Gerard d'Avesnes 1100-1102
- Hug de Rebèque 1102-?
- Rohard (Rorgius) ?
- Gautier Mahomet ?-1119
- Balduí 1119-1120

Balduí va traspassar la senyoria als Puy de Transjordània i va seguir els passos d'aquesta; durant el seu breu govern es va descobrir la tomba per monjos cristians. Fins al 1155 la senyoria va dependre del regne de Jerusalem, però després d'aquesta data va passar definitivament a la senyoria de Kerak o Transjordània. El 1166 fou visitada per Maimònides i el 1168 fou erigida en bisbat.
El 1187 segons les fonts tradicionals fou conquerida per Saladí (just després de la conquesta d'Ascaló, si bé al-Makrizi dona el mateix any però just abans de la conquesta d'Ascaló); Saladí li va retornar el seu nom anterior.
El 1189 la ciutat fou reconquerida per Ricard Cor de Lleó, però Saladí va recuperar la ciutat i la dominava a la seva mort el 1193, any en què va passar a al-Nasir Dawud ibn al-Muazzam (fins al 1229) de Kerak que tenia el suport del seu pare al-Muazzam ibn al-Adil (1218-1227) i el 1228 va ser reclamada pel sultà d'Egipte al-Kamil ibn al-Adil (1218-1238) junt amb part de la Palestina meridional. El tractat dels croats amb el sulta Al-Sali Ayyub (11 de febrer de 1229) va establir la pau a la zona; finalment Hebron fou retornada a al-Nasir Dawud al que es va assignar el principat de Kerak (1229). La rivalitat entre templaris i hospitalaris va posar en perill la pau; aquestes ordes van rebre els drets a Hebron de Ricard de Cornualles comte de Poitou vers 1240 i van atacar Hebron violant el tractat (1241), però Dawud la va conservar fins al 1244 quan va passar a mans d'al-Salih Ayyub d'Egipte (1240-1249) amb el suport de mercenaris khwarizms; el 1245 els mercenaris van passar al servei de Dawud que va recuperar Hebron; la va conservar fins al 1248 en què va passar al seu germà Musa al-Mughlib Fakhr al-Din Umar ibn al-Muazzam fins al 1260.
El mameluc Aa-Màlik adh-Dhàhir Rukn-ad-Din Bàybars al-Bunduqdarí as-Salihí la va ocupar el 1260; fou llavors quan es va construir la mesquita d'Ibrahimi i els minarets i per aquest temps va tornar també una petita comunitat jueva, Bàybars la va visitar el 1266 i en aquest any la presència de jueus i cristians a la tomba del Patriarca fou prohibida. El 1349 els beduïns
El 1517 es va establir el domini otomà i els jueus foren expulsats i els seus béns expropiats però més tard s'hi van poder establir altres jueus, sobretot alguns exiliats de Castella i Aragó. El 1540 el rabí jueu Malkiel Ashkenazi va comprar uns terrenys on va establir una sinagoga coneguda per Abraham Avinu. Sota els otomans Hebron fou una nihaya del sandjak de Jerusalem.

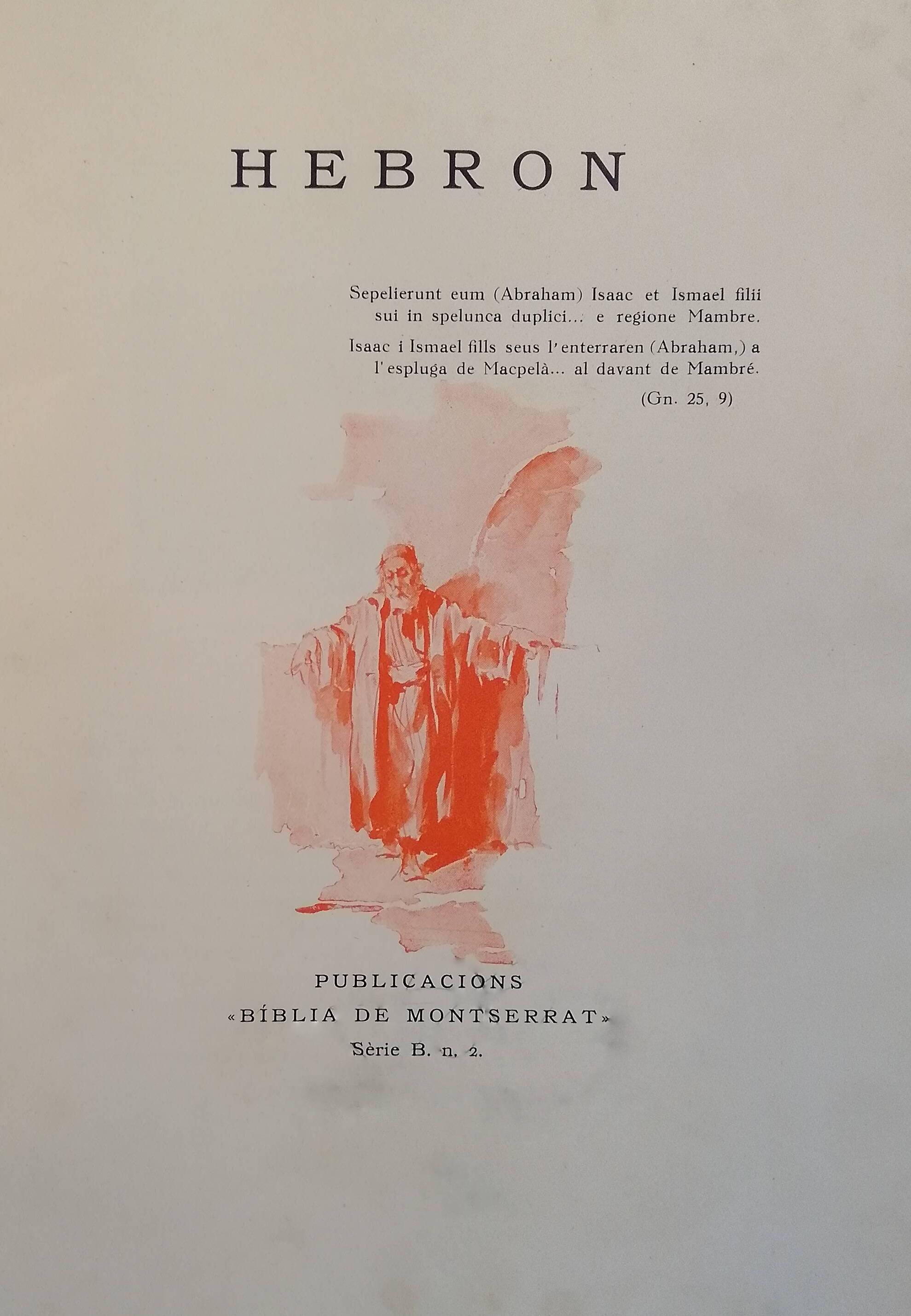
Llibret amb explicacions sobre l'Hebron antiga i l'Hebron moderna. Publicat pel Monestir de Montserrat l'any 1928

El 1807 els jueus van comprar més terrenys (on avui és el mercat). El 1831 els egipcis van entrar a Hebron que van governar fins al 1840, i durant el seu govern, el 1834, es van produir alguns actes contra els jueus. El 1840 Abd al-Rahman ibn Amar, revoltat contra els egipcis a Dura, va matar el governador d'Hebron i va proclamar la sobirania otomana, ocupant el seu lloc; va terroritzar la població jueva i cristiana als que va sotmetre a forts impostos. El 1846 els otomans van atacar la ciutat i el van fer fora; Hebron fou saquejada pels otomans, i Abd al-Rahman va mantenir una guerrilla a la regió durant uns anys. A partir del 1860 la seguretat va millorar. La població va passar de menys de 10000 persones el 1870 a 14.000 vers el 1900.
El desembre de 1917 els britànics van entrar a la ciutat. Sota els britànics fou capital d'un subdistricte del districte Sud (1922). El 1929 es va produir la Massacre d'Hebron, uns seriosos disturbis antijueus en què la multitud, dirigida per Amin al-Husayni, va atacar el barri jueu i va matar 63 persones i la resta dels jueus van fugir; el 1931 alguns jueus van tornar al barri jueu que havia quedat molt damnat però els disturbis es van reproduir i els britànics van decidir evacuar tota la població jueva de la ciutat (1936). Els britànics van romandre a Hebron fins al 1948 quan la Cisjordània fou entregada al rei haiximita de Transjordània per formar el regne haiximita de Jordània. Fou capital del liwas d'Al-Halil. El 1967 Hebron i la Cisjordània fou ocupada per l'exèrcit israelià i des del 1969 alguns jueus es van establir a la ciutat i una colònia jueva es va establir a l'est de la ciutat a Quiriat-Arbà, d'on el 1979 es van traslladar al barri d'Avraham Avinu i més tard a altres barris incloent Tel Rumeida. El poder local va restar en mans de la poderosa família dels Djabari. El 1975 tenia uns 38.000 habitants.
Després del Protocol d'Hebron el 1997 la ciutat fou dividida en dos sectors: l'H1, poblat per uns cent vint mil palestins, sota l'Autoritat Nacional Palestina; i l'H2, amb uns 500 jueus i trenta mil palestins, administrat per Israel. Progressivament la zona d'administració israeliana va anar expulsant als palestins dels que ja només en resten uns deu mil. Un colon israelià Baruch Goldstein, va obrir foc el 1994 contra els civils palestins que pregaven a la mesquita d'Ibrahimi i en va matar a 29; a causa d'aquest fet el moviment extremista sionista Kakh fou prohibit.

## Alguns reis
- Arba ha-Anak (llegendari) abans del 1700 aC ?
- Mamre abans del 1600 aC
- Japhia, vers 1250 aC
- Hoham, vers 1200 aC
- Sheshi, vers 1150 aC

## Demografia
| Any  | Musulmans | Cristians | Jueus | Total   | Notes                                 |
| ---- | --------- | --------- | ----- | ------- | ------------------------------------- |
| 1538 | 749 h     | 7 h       | 20 h  | 776 h   | (h = propietaris) Font: Cohen & Lewis |
| 1817 |           |           | 500   |         | [ 4 ]                                 |
| 1838 |           |           | 700   |         | [ 4 ]                                 |
| 1837 |           |           | 423   |         | Cens de Montefiore                    |
| 1866 |           |           | 497   |         | Cens de Montefiore                    |
| 1922 | 16.074    | 73        | 430   | 16.577  | Cens del Mandat britànic              |
| 1931 | 17.275    | 112       | 135   | 17.522  | Cens del Mandat britànic              |
| 1944 | 24.400    | 150       | 0     | 24.550  | Estimat                               |
| 1967 | 38.203    | 106       | 0     | 38.309  | Cens israelià                         |
| 1997 | 130.000   | 3         | 530   | 130.533 | Cens palestí                          |

## Personatges famosos relacionats amb Hebron
- Izzidin al-Manasra, poeta[5]
- Yousef H. Katalo, artista[6]
- Hasan Hourani, artista[7]
- Khaled Hourani, artista[8]
- Issam Bader, artista[9]
- Sheikh Mohammed Ali, alcalde d'Hebron del 1948 al 1976[10]
- Mazen Dana, periodista[11]
- Abas Zaki, polític[12]